# Rachel Garcia
Pour les articles homonymes, voir Garcia.
Rachel Garcia est une joueuse américaine de softball née le 30 mars 1997 à Lancaster, en Californie. Avec l'équipe des États-Unis, elle a remporté la médaille d'argent aux Jeux olympiques d'été de 2020 à Tokyo.
Elle est championne du monde de softball en 2018 et médaillée d'or aux Jeux panaméricains de 2019.